# 総督公邸 (ウィリアムズバーグ)

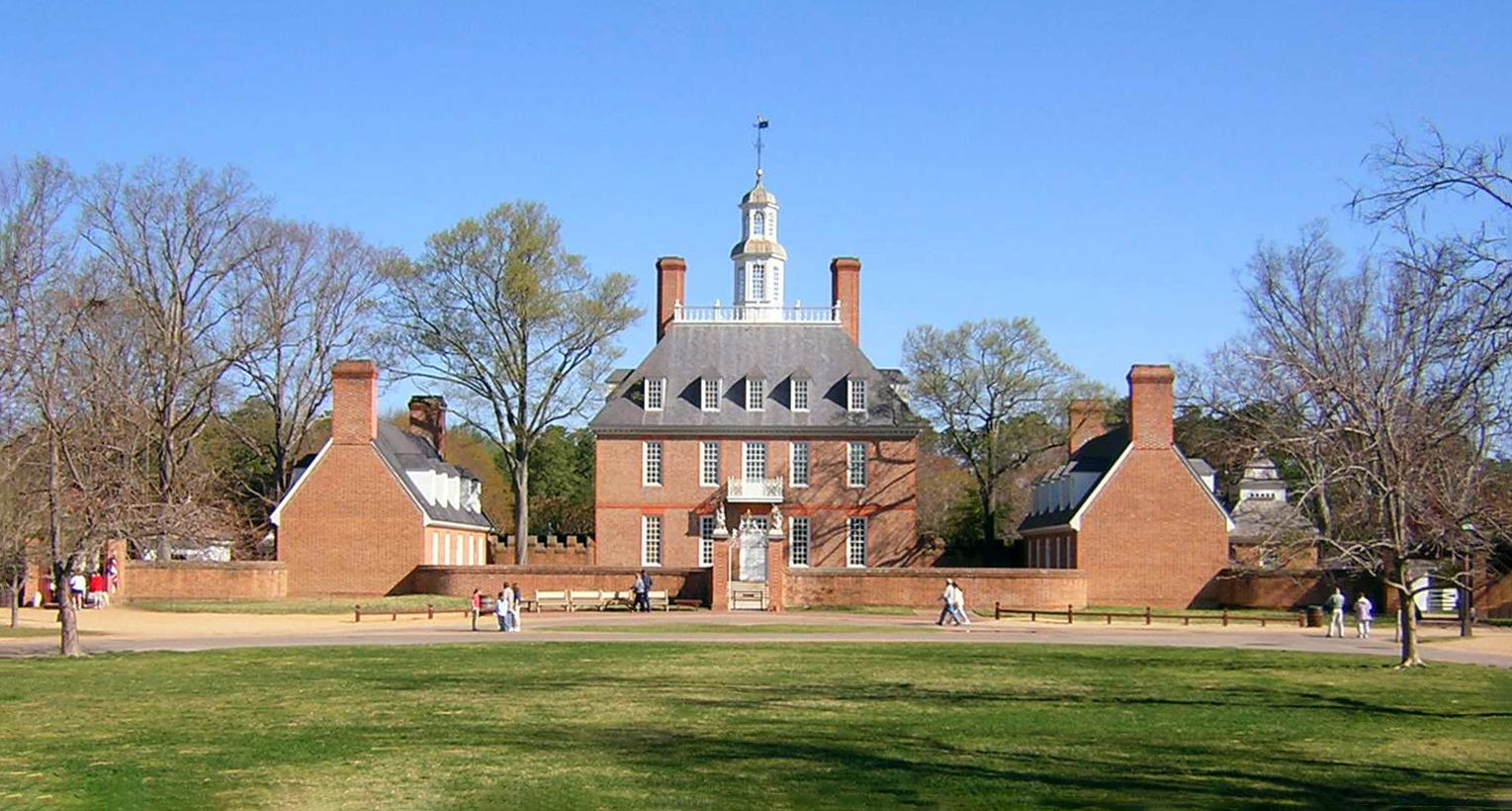
総督公邸、外観

総督公邸（英語: The Governor's Palace）は、現在のアメリカ合衆国にあるバージニア植民地当時の王国（イギリス）総督の拠点であり、現在バージニア州ウィリアムズバーグのグロスター卿通りにある建造物。1934年に復元された。コロニアル・ウィリアムズバーグ内では2つの巨大な建造物のうちの一つであり、もう一方は議事堂（en:Capitol (Williamsburg, Virginia)）である。

## 18世紀
ウィリアムズバーグがバージニア植民地であった期間（1699年から1780年）の大部分、この総督公邸はイギリス及びその周辺地域より来米した総督達の公的な住居だった。最初の建物は建設に16年の歳月を要し、完成したのは1722年だった。
この最初期の公邸で暮らしていた総督には、以下の人物が含まれる。
- アレクサンダー・スポッツウッド
- フランシス・フォーキエ
- ノーボーン・バークレー
- ヒュー・ドライスデール
- ウィリアム・グーチ
- ロバート・ディンウィディ
- ジョン・マレー
- パトリック・ヘンリー
- トーマス・ジェファーソン

アメリカ独立戦争中、トーマス・ジェファーソンが安全上の理由から1780年に、バージニア州の州都をリッチモンドへ移動しようと強力に推し進めたため、彼が最後の公邸の住人となった。その後リッチモンドで現在のバージニア州議事堂建物に接する場所へ建設された新たな総督の公舎は、大きさや建築様式がやや質素なものとなり、「総督邸宅 (Governor's Mansion) 」と呼ばれた。
1781年12月22日、総督公邸は火事のため焼失した。付属する建物のいくつかは焼失を免れたが、それらも南北戦争中に破壊されている。

## コロニアル・ウィリアムズバーグ

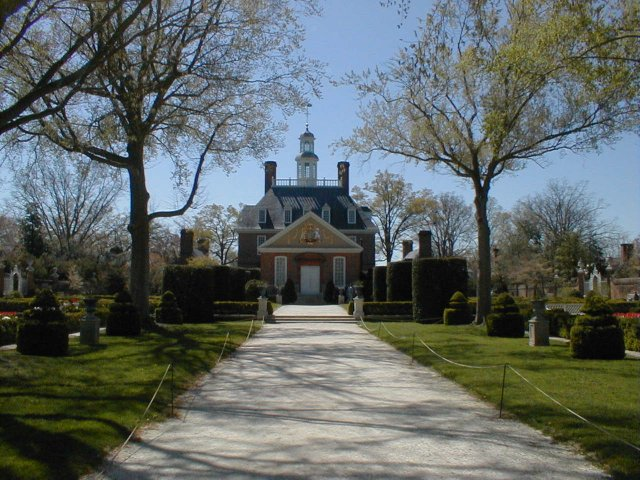
総督公邸裏側とその庭園

ブルートン教区教会の教区牧師であったW・A・R・グッドウィンと、家族が巨額の融資を提供した慈善家ジョン・ロックフェラー2世の働きかけにより、豪華で華麗な邸宅が20世紀初頭、忠実な再現の下に再び建設された。1929年にイギリスのボドレイアン図書館で発見された人工物、ジェファーソンの絵画、バージニア州議会の記録、「ボドレイアン・プレート」の愛称が付けられた銅版の版画は、この公邸初期を復元した建造物に使用された。新しく復元されたこの総督公邸は、展覧会として1934年4月23日に開場した。
総督公邸は現在、歴史的な地域のバージニア・ヒストリック・トライアングルの区域内にある、復元・修復された街コロニアル・ウィリアムズバーグにおいて、中心的で主要な名所になっているほか、観光客に人気のある目的地の一つとなっている。